# 帕特尼橋站
帕特尼橋站（英語：Putney Bridge tube station）是倫敦地鐵的一個車站。帕特尼橋站位於漢默史密斯-富勒姆區富勒姆地區的南部，位於倫敦第2收費區。車站開通於1880年3月1日，當時的名稱是「帕特尼橋及富勒姆」。